# Alessandro Casolari
Alessandro Casolari (Ferrara, 17 giugno 1966) è uno scrittore italiano.

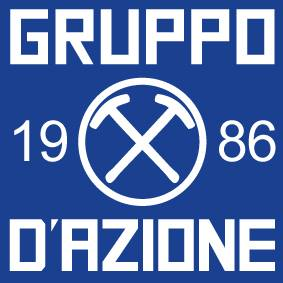
Il simbolo del Gruppo d'Azione

È stato un noto ultras della Spal, membro di spicco del "Gruppo d'Azione", che dal 1986 al 1992 era operativo in trasferta negli scontri con le tifoserie rivali.
Il 28 maggio 1992, fu protagonista di un incidente avvenuto durante la finale del Campionato europeo Under-21, disputata a Ferrara nello Stadio Paolo Mazza. In tale occasione Alessandro Casolari, per errore, scambiandolo per un innocuo fumogeno, lanciò un razzo di segnalazione nautica che ferì gravemente la studentessa Solange Pregnolato. Il razzo in questione era stato inserito per sbaglio dai venditori in un pacco contenente fumogeni.
Nel 1999 si è arruolato prima nei Bersaglieri e poi negli Alpini. Con questi ultimi ha svolto tre missioni all'estero, due in Bosnia Erzegovina a Sarajevo e una in Kosovo, a Dakovica. Il suo compito era quello di scortare il comandante di battaglione e il comandante della Task force.
Dal 2007 al 2011 in Colombia ha militato nella guerriglia di stampo marxista - leninista organizzando scambi di prigionieri con la parte avversaria.
In qualità di presidente dell'Associazione onlus "Uno sguardo verso sud" sia nel 2009 che nel 2011 organizzò a Ferrara una conferenza di Renato Curcio, storico leader delle Brigate Rosse. Entrambi gli eventi furono oggetto di numerose polemiche.
Nel 2015 ha scritto con Filippo Landini il libro Gruppo d'Azione. Sovvertire l'ordine - Creare il caos, edito dalla Red Star Press, che narra la storia del suddetto gruppo di tifosi.. In seguito sono stati pubblicati fumetti tratti dal libro.
Nel 2023, con il suo complice ed ex ultras Roberto Roma, è stato arrestato e condotto in carcere per rapina, sequestro di persona e altri reati. Ha passato 177 giorni di custodia cautelare in carcere presso la Casa Circondariale Costantino Satta di Ferrara: durante tale periodo di detenzione denuncia di essere stato sottoposto a torture e a trattamenti inumani e degradanti.

## Opere

### Narrativa
- Gruppo d'azione. Sovvertire l'ordine, creare il caos. Ottobre 1986, con Filippo Landini, Hellnation libri - Red Star Press, Roma, 2015

### Fumetti
1. Generazione a delinquere, n. 0, disegni: Alberto Lunghini, 2017
2. Colpire tutto, educare nessuno, n. 1, con Filippo Landini e Alberto Lunghini, 2018

### Saggi
- Le carceri italiane sono lager